# Episodio cruce entre Abbott Elementary e It's Always Sunny in Philadelphia
El episodio cruce entre Abbott Elementary e It's Always Sunny in Philadelphia es un evento cruce de dos partes entre las series de comedia de ABC Abbott Elementary y la comedia de FXX It's Always Sunny in Philadelphia que se produjo para su emisión en 2025. En el episodio «La pandilla», un grupo de narcisistas y sociópatas propietarios de un bar, reciben una orden judicial para trabajar como voluntarios en una escuela primaria desfavorecida de Filadelfia. Ambos episodios cuentan la misma historia, pero a través de los puntos de vista de sus propios personajes. El cruce comenzó en Abbott Elementary con el noveno episodio de la cuarta temporada títulado Volunteers, el cual se emitió el 8 de enero de 2025. Una segunda parte se emitirá el 9 de julio de 2025, como primer episodio de la decimoséptima temporada de It's Always Sunny in Philadelphia.
El crossover se concibió después de que Quinta Brunson y Rob McElhenney, los respectivos creadores de Abbott Elementary e It's Always Sunny in Philadelphia, se conocieran en la 75.ª edición de los premios Emmy y bromearan sobre la posibilidad de que sus series se cruzaran. Las conversaciones continuaron a finales de año, propuesta que llegó a manos de Bob Iger, consejero delegado de Walt Disney Company, donde se hizo realidad. El equipo de producción de ambas series tuvo que hacer frente a nuevos retos para obtener autorizaciones legales y problemas de programación. «Volunteers» fue escrita por Garrett Werner y dirigida por Randall Einhorn, mientras que la segunda parte fue escrita por Charlie Day, McElhenney y Keyonna Taylor y dirigida por Todd Biermann.
La popularidad de ambas series hizo que se considerara un crossover muy esperado. La primera parte fue vista por 3.76 millones de espectadores y recibió críticas mayoritariamente positivas por parte de la crítica.

## Argumento

### Parte 1: «Volunteers»
Tras regresar de las vacaciones de invierno, Ava anuncia que una iniciativa del distrito traerá nuevos profesores ayudantes a las aulas de Abbott. Al principio, los profesores se alegran mucho de la noticia. Cuando el jumbotrón se cae de la pared del gimnasio, Ava intenta obtener uno nuevo del abogado del campo de golf, que ha estado sobornando a la escuela para evitar ser denunciada por utilizar empleados no sindicados. Charlie, Dennis, Mac, Dee, y Frank llegan a Abbott como voluntarios. Dennis sospecha inmediatamente debido a la presencia de las cámaras y desaparece. Charlie ayuda a Jacob a arreglar los conductos de aire de su clase, y Frank ayuda a Gregory y al Sr. Johnson a proteger el jardín comunitario de un mapache. Janine y Dee estrechan lazos por compartir alma mater, la Universidad de Pensilvania. Ava nombra a Mac su vicedirector durante una semana. Con el tiempo, los profesores llegan al consenso de que los voluntarios muestran un comportamiento extraño.
Cuando otra profesora menciona que uno de los voluntarios la invitó a un bar, Melissa los reconoce como un grupo de delincuentes y los dueños del Paddy's Pub. La pandilla explica que los obligan a ser voluntarios como parte de una orden judicial por delitos menores de contaminación. Los maestros debaten si deberían echar a los voluntarios, pero deciden dejar que se queden. Jacob engaña a Charlie con Melissa y Dee coquetea demasiado con Gregory. Jacob y Melissa sospechan que Charlie no sabe leer, así que Barbara decide enseñarle. Dee descubre que Gregory y Janine tienen una relación pero intenta ligar con él de todas formas. El Sr. Johnson descubre que Frank se estaba comiendo el abono del jardín, lo que permite que vuelvan los mapaches. Mac adquiere una foto de un ave protegida en las obras del campo de golf, que Ava utiliza para chantajearlos, recibiendo finalmente un nuevo marcador. Gregory rechaza a Dee y Charlie recibe un certificado por aprender a leer. Inicialmente satisfecha con el trabajo de Mac y con la esperanza de seguir explotando a «la pandilla» para obtener mano de obra gratuita, Ava luego firma la liberación de los voluntarios después de que Mac la decepciona, declarando que han cumplido con sus horas de voluntariado requeridas.

## Producción

### Desarrollo
En enero de 2024, Quinta Brunson creadora de la comedia de American Broadcasting Company (ABC) Abbott Elementary, y Rob McElhenney, creador de la comedia de FXX It's Always Sunny in Philadelphia, se conocieron en la 75.ª edición de los premios Primetime Emmy. Ambos, nativos de Filadelfia, se declararon aficionados de las series del otro, ambas ambientadas en Filadelfia, y bromearon sobre la posibilidad de hacer un episodio cruce. Este concepto se amplió después de la Willy's Chocolate Experience sin licencia cuando McElhenney, en respuesta a los comentarios de los espectadores, declaró que la situación parecía un crossover de Abbott y Always Sunny. Brunson también compartió este sentimiento al volver a publicar el tuit de McElhenney en su historia de Instagram. Las conversaciones continuaron durante la reunión publicitaria de 2024 de ABC, cuando ambos formaron una premisa. La idea fue presentada a Bob Iger, consejero delegado de the Walt Disney Company, que se mostró «muy interesado». También tuvieron que obtener aprobaciones legales antes de que se hiciera realidad, incluida una de Warner Bros. Television que coproduce Abbott.
En julio, en la Convención Internacional de Cómics de San Diego de 2024, Brunson se burló de que la próxima cuarta temporada de Abbott tendría un cruce con otra serie. Afirmó que se inspiró para realizar un cruce tras recordar la emoción que le producía ver «That's So Suite Life of Hannah Montana» cuando era más joven. Brunson no confirmó más detalles en ese momento, pero se sospechaba que sería con un programa propiedad de Disney como The Bear, Los Simpson, Grey's Anatomy o It's Always Sunny in Philadelphia. En octubre, se anunció oficialmente que sería con la decimoséptima temporada de Always Sunny. Aunque las dos series se emiten en cadenas diferentes, ambas son propiedad de Disney y están ambientadas en Filadelfia, Pensilvania. Más tarde ese mismo mes, también se reveló que el cruce sería en realidad de dos partes, teniendo lugar la primera parte en Abbott y la segunda en Always Sunny.

### Reparto
Al principio, los productores de Abbott no estaban seguros de que los protagonistas de Always Sunny estuvieran disponibles para el crossover más allá de McElhenney y Day. La disponibilidad de Kaitlin Olson era desconocida debido a su papel en la serie de la ABC High Potential y la disponibilidad en la agenda de Glenn Howerton estaba en duda ya que estaba rodando la comedia Sirens para Netflix. McElhenney también dijo al equipo de producción que Danny DeVito aparecería, pero al parecer no atendía las llamadas del equipo de casting de Abbott, a pesar de que Abbott y Always Sunny compartían equipo de casting. También se desconocía su localización y su representante dijo al equipo de Abbott que no estaba disponible. Los cinco protagonistas aparecieron finalmente en el episodio de Abbott.

### Escritura

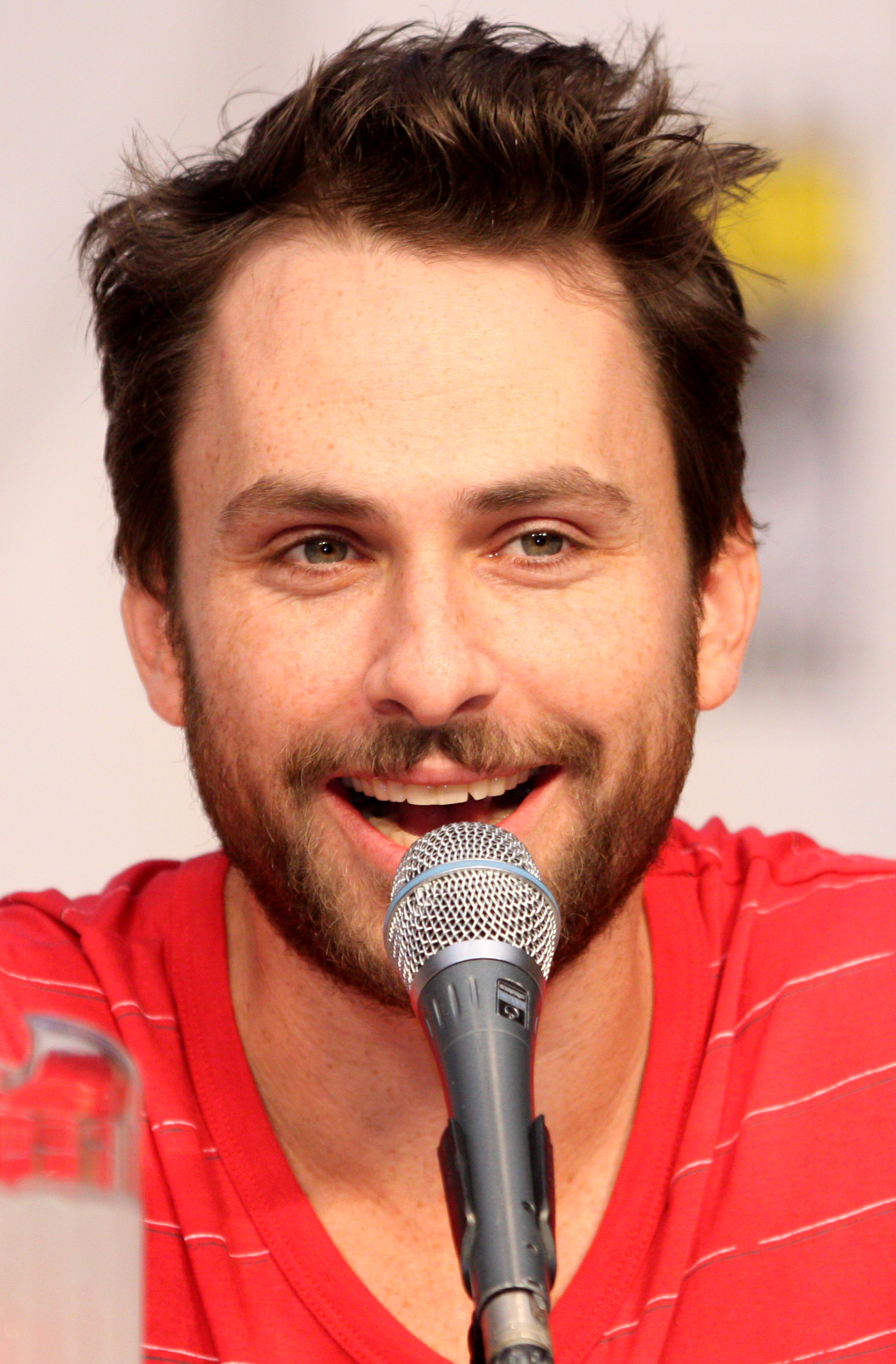
Una de las tramas del crossover giraba en torno al personaje de Charlie Day, al que se enseñaba a leer. Este hilo argumental se inspiró en Billy Madison.

Al principio, hubo preocupación de que el tono de cada serie entrara en conflicto. Abbott es un programa orientado a la familia, mientras que Always Sunny se dirige tradicionalmente a los adultos. Rob McElhenney y el cocreador de Always Sunny Charlie Day participaron en la sala de guionistas de Abbott durante un día para poder desarrollar el argumento. Inicialmente, Day no estaba seguro de las perspectivas de este cruce, ya que se sentía unido a los personajes y le preocupaba cómo los escribirían otros. Más tarde dijo que estas preocupaciones se disiparon tras reunirse con Brunson. Day también tuvo que unirse virtualmente a través de Zoom ya que tenía COVID-19 en ese momento. El supervisor de guiones de Abbott, Jeff González, trabajó previamente en Always Sunny durante 11 años. La sala de guionistas de Abbott se dividió entonces por la mitad, y la otra mitad fue asignada a trabajar en el siguiente episodio. Todos los guionistas de Abbott que colaboraron en el episodio tuvieron que cerrar acuerdos para recibir créditos de consultoría en Always Sunny. La escritura de la decimoséptima temporada de Always Sunny tuvo lugar a finales de 2024. Las dos series se enviaron por correo electrónico con sus cronogramas y esquemas hasta que los guiones estuvieron completos.
Para contar adecuadamente los acontecimientos del cruce, se decidió que ambos episodios narrarían la misma historia pero desde perspectivas diferentes. McElhenney explicó que este aspecto triunfó especialmente con el tono más oscuro de los personajes de Always Sunny, porque el formato de falso documental de Abbott les permitía actuar de forma diferente a como lo harían tradicionalmente sin sacrificar la autenticidad, porque sabían que estaban siendo grabados. Además, explicó que el mismo razonamiento funcionaba a la inversa para los personajes de Abbott, porque no están siendo grabados durante el episodio de Always Sunny, lo que permite mostrar una nueva faceta. A pesar de ello, ambos episodios cuentan historias independientes.
La primera parte iba a ser escrita originalmente por Joya McCrory, pero finalmente la escribió Garrett Werner, ya que se decidió que conocía mejor a los personajes de Always Sunny. Werner declaró que había visto otros crossovers conocidos antes de escribir su episodio. El papel de Howerton como Dennis se reduce significativamente en el episodio Abbott, ya que sólo estaba disponible medio día y, en última instancia, Werner no fue consciente de la participación de Howerton hasta el último minuto. También existía una versión del guion sin Howerton. La trama del traslado de Charlie a un curso inferior y su aprendizaje de la lectura se inspira en parte en la película de 1995 Billy Madison.
El equipo de producción de Abbott también solicitó una mayor duración para este episodio, pero ABC sólo le concedió 15 segundos adicionales. Werner presentó su episodio el 18 de septiembre de 2024, que fue ligeramente editado por el equipo de Always Sunny para permitir el paso de referencias entre los dos programas. Un hilo argumental fue eliminado del episodio de Abbott, debido a las limitaciones de tiempo el cual incluía una historia de fondo compartida para Frank y el Sr. Johnson en la que se explicaría que habían asistido al mismo instituto y ya se conocían porque ambos habían salido con la misma persona. Más tarde se reveló que esta mujer era Shadynasty, que en realidad había salido con Frank y su hermano, y apareció por primera vez en el episodio «Frank's Brother», un episodio de 2011 de la séptima temporada de Always Sunny.
El episodio de Always Sunny fue coescrito por Day, McElhenney y Keyonna Taylor. Day describió la segunda parte como «una versión completa clasificada R de su programa, no sólo para nuestros personajes, sino también para los suyos. Realmente pudimos hacer cosas con ellos que no pueden hacer en ABC». Este episodio fue escrito para rellenar los huecos dejados en el episodio de Abbott mostrando cosas que sucedieron entre sus escenas.

### Rodaje
Los conflictos de calendario causaron dificultades en el rodaje del cruce, ya que la cuarta temporada de Abbott ya había comenzado a rodarse mientras que la decimoséptima de Always Sunny aún estaba en preproducción. Scott Sites, productor de línea en Abbott, fue el encargado de supervisar la programación para garantizar que el cruce llegara a buen puerto. El rodaje del episodio de Abbott comenzó el 30 de septiembre de 2024 y duró seis días, un día más de lo habitual en la serie. Este episodio fue dirigido por Randall Einhorn, que también había dirigido anteriormente episodios de Always Sunny. La grabación se llevó a cabo en escenarios sonoros en Estudio de Warner Bros. en Burbank. El equipo de Warner Bros. también se preocupó de rodar en septiembre un episodio ambientado en invierno.
Algunas escenas de improvisación «NSFW» tuvieron que ser cortadas de este episodio. Una de ellas incluía al personaje de McElhenney diciendo: «Ese Johnny Knoxville se ha destrozado el pene. Ahí no hay nada». En otra toma, Mac dice que «actualmente es gay» cuando Ava cree que le están ofreciendo favores sexuales. Otra escena en la que el Sr. Johnson acusaba a Frank de tener «sesos de burro», también se cortó por falta de tiempo, y Frank respondía que poseía un documento que confirmaba que no era así. La escena de Abbott en la que el marcador se cae de la pared fue considerada como el «efecto especial más elaborado» jamás realizado en la serie y fue filmada en una sola toma.
La segunda parte fue el primer episodio de la decimoséptima temporada de Always Sunny que se rodó; la grabación de la temporada terminó en diciembre de 2024. Fue dirigido por Todd Biermann y también se rodó en el set de Abbott.

## Lanzamiento
El episodio de Abbott Elementary del cruce se emitió en ABC el 8 de enero de 2025, a las 8:30 p. m. Hora del Este. El episodio de Always Sunny se emitirá en FXX el 9 de julio de 2025, a las 9:00 p. m. ET, como el estreno de la decimoséptima temporada de Always Sunny. Inicialmente estaba previsto que se emitiera en junio de 2025.

## Recepción

### Audiencia
En su emisión original en Estados Unidos, la primera parte del crossover fue vista por 3.76 millones de telespectadores, con un 0.68 en la franja demográfica 18-49. Tras tener en cuenta los espectadores de siete días de DVR y streaming, el total general ascendió a 4.57 millones de espectadores, con una audiencia de 0.83 entre 18-49 años.